# Коронел
Коронел е град в Чили. Населението на града е 95 527 души (по преброяване от 2002 г.). При града през 1914 г. се води морска битка между Великобритания и Германия.

## География
Град Коронел е разположен на песечлива платформа, която върви от устието на река BioBio и стига до залива Arauco. Пейзажа е кален и пълен с гори, типично за региона.
Този пейзаж, ограден с планини е едно от първите неща които испанските конквистадори и заселници намерили при пристигането си.
Общата площ на общината е 279,4 кв. км (108 кв. мили). На западния бряг е Тихия океан. Остров Santa María също е част от града, която е представена там от общински делегат.

## Източниц
1. ↑  Официален сайт на Община Коронел